# Бантинг, Брайан Перси
Брайан Перси Ба́нтинг (англ. Brian Percy Bunting; 9 апреля 1920, Йоханнесбург — 18 июня 2008, Кейптаун) — деятель коммунистического движения ЮАР, журналист и публицист, борец с режимом апартеида. Сын Сидни Персиваля Бантинга и Ребекки Бантинг.

## Биография
В 1939 году с отличием окончил Витватерсрандский университет в Йоханнесбурге, во время учёбы в котором издавал университетскую газету и литературный журнал «Umpa». Работал в ночную смену заместителем редактора в «Rand Daily Mail» и «Sunday Times». В период Второй мировой войны в 1942 году вступил в армию и участвовал в военных действиях против сил фашистской «Оси» в Северной Африке и Италии в качестве авиамеханика и сотрудника по вопросам информации. После возвращения стал помощником национального секретаря ветеранской организации Легион Спрингбока и редактировал её ежемесячную газету «Fighting Talk».
В Коммунистическую партию Южной Африки вступил в 1940 году в возрасте 20 лет. В 1946 году он был избран в окружной комитет Коммунистической партии Йоханнесбурга, а затем работал в Центральном комитете партии. Арестовывался по обвинению в «государственной измене» в 1946, 1956, 1960 и 1962 годах. Первый арест был произведён после забастовки африканских горняков 1946 года, но обвинения с него были сняты.
В июне 1946 года коммунистическая партия направила Бантинга в Кейптаун, чтобы помочь Радфорту — редактору самой влиятельной в Южной Африке прогрессивной еженедельной газеты «Guardian» («Гардиан»); к 1948 году из сотрудника стал её новым главным редактором. В день отъезда в Кейптаун женился на Соне Айзекмен (Исаакман). Также участвовал в редактировании следующих публикаций: «Advance», «Clarion», «Peoples' World» и «New Age» (все выходили в Кейптауне, за исключением периода чрезвычайного положения 1960 года).
В ноябре 1952 африканское население Западно-Капской провинции избрало Бантинга своим депутатом в парламент, однако в октябре 1953 года правительство ЮАР в соответствии с законом «О подавлении коммунизма» лишило его депутатского мандата (как до того и его предшественника Сэма Кана). Был одним из той небольшой группы членов партии, которые в 1953 году воссоздали партийное подполье новой Южно-Африканской коммунистической партии. Всего он проработал в центральном комитете компартии более 50 лет.
В 1962 году был помещён под домашний арест, а в 1963 году в условиях дальнейшего усиления репрессий ему запретили публиковаться (он сотрудничал в газете «The Spark»), и он вынужден был покинуть страну, отправившись с семьёй в изгнание в Лондон. Активно участвовал в деятельности коммунистической эмиграции, которую возглавлял Юсуф Даду, а иакде выходящих за пределами ЮАР периодических изданиях южноафриканских организаций, борющихся против режима апартеида (например, «African Communist»).
На родину вернулся в 1991 году, а в 1994 году был избран в парламент. Был награжден премией Международной организации журналистов в 1960 году и медалью «В ознаменование 100-летия со дня рождения Владимира Ильича Ленина» в 1970 году. В 2003 году он получил награду от газеты «Satyagraha» за вклад в освободительную борьбу. На 10-м конгрессе ЮАКП, состоявшемся в 1998 году, он и Билли Нэйр были первыми лауреатами премии им. Мозеса Котане.

## Сочинения
- The Rise of the South African Reich. Penguin, London 1964.
- Moses Kotane – South African revolutionary: a political biography. Inkukuleko Publishers, London 1975, ISBN 0950422509.

Переводы на русский
- Становление южноафриканского рейха, пер. с англ., М., 1965;
- Мозес Котане — южноафриканский революционер. Политическая биография, пер. с англ., М.. 1979.